# 圣十字圣殿 (奥斯特拉)

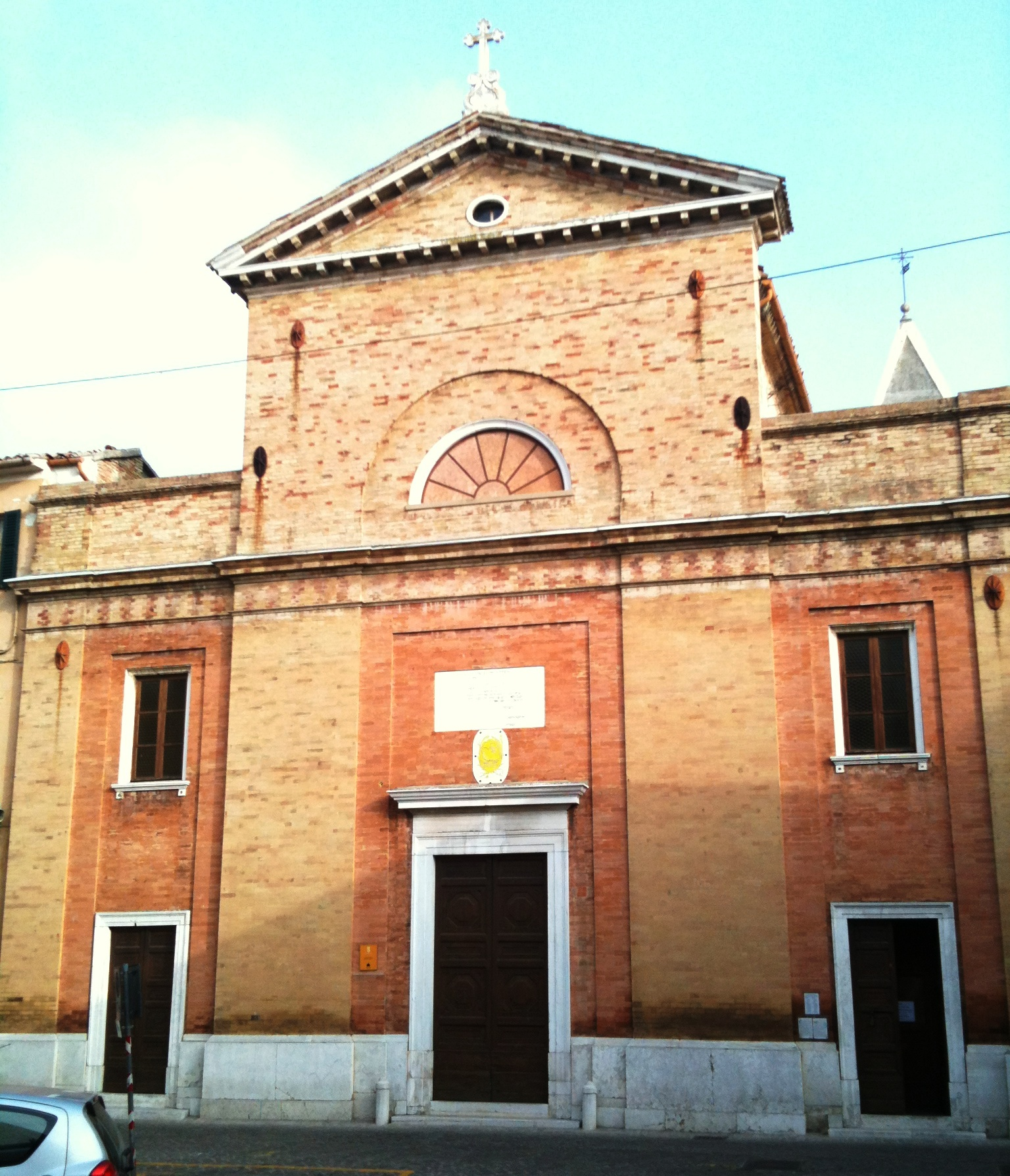

圣十字圣殿（Basilica di Santa Croce）是一座罗马天主教宗座圣殿，位于意大利马尔凯大区安科纳省奥斯特拉老城区的“下部”。

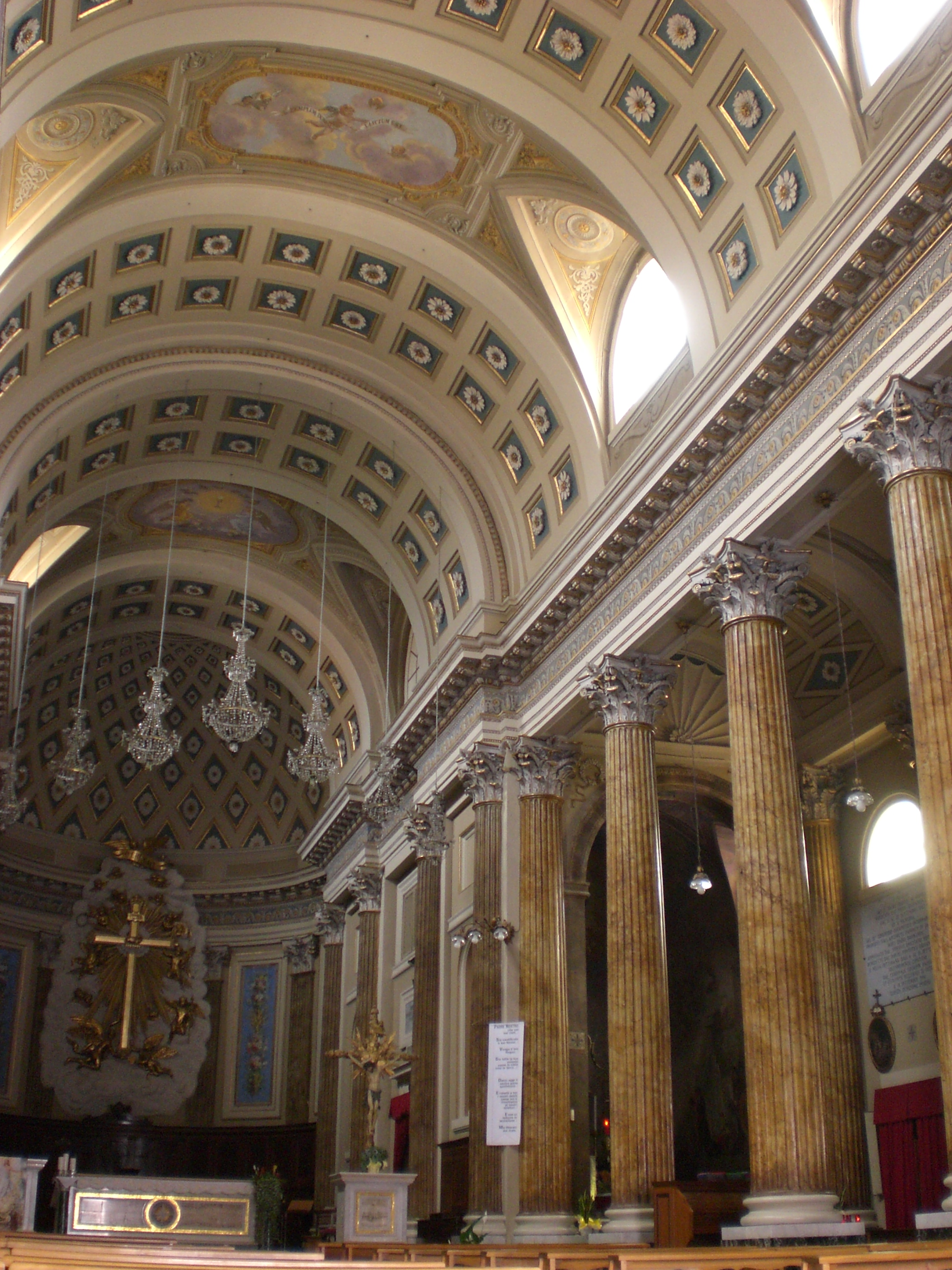
内部

该堂建于11世纪，最初属于本笃会修道院。1795年11月1日，教宗庇护六世将其升格为协同教堂。意大利王国成立后，修会财产遭没收，该堂改为普通 堂区。2008年11月3日，该堂升格为宗座圣殿。